# Heinrich Moritz Chalybäus
Heinrich Moritz Chalybäus (* 3. Juli 1796 in Pfaffroda, Kurfürstentum Sachsen; † 22. September 1862 in Dresden) war ein deutscher Philosoph. Als Hochschullehrer vertrat er den Hegelianismus und den Theismus.

## Leben
Chalybäus besuchte die Fürstenschule St. Afra in Meißen. Nach dem Abitur studierte er an der Universität Leipzig, die ihn 1820 zum Dr. phil. promovierte. Er arbeitete zunächst als Hauslehrer in Wien, dann als Lehrer an der Kreuzschule, in St. Afra und an der Sächsischen Militärakademie in Dresden. 
Die Christian-Albrechts-Universität Kiel im Herzogtum Holstein berief ihn 1839 auf ihren Lehrstuhl für Philosophie. Sein Sohn Robert beteiligte sich an der  Schleswig-Holsteinischen Erhebung und behielt von der Schlacht bei Idstedt ein steifes Bein. 1852 mit neun weiteren Kollegen wegen deutscher Gesinnung des Amtes enthoben, kehrte Heinrich Chalybäus nach Sachsen zurück. 1854 wurde er in Kiel wieder eingestellt. Wie schon 1850/51 war er 1858/59 Rektor der CAU.
Chalybäus gehörte zum vermittelnden Hegelianismus. Bekannt wurde er vor allem durch das in seinen Vorlesungen entwickelte und 1837 gedruckte Werk Historische Entwicklung der spekulativen Philosophie von Kant bis Hegel (5. Aufl. 1860). Es wurde zweimal in die  Englische Sprache übersetzt (1854 von Tulck und 1860 von Edersheim). In seinem Hauptwerk System der spekulativen Ethik (2 Bde.) 1850 vertrat Chalybäus einen eklektischen Theismus.
Einem unleserlichen Empfänger schenkte er im August 1824 ein Leipziger Kommersbuch (2. Auflage, 1816). Als wohl einziges Exemplar ist es mit 90 Seiten und seiner Widmung  im Archiv des Corps Thuringia Leipzig erhalten.

## Werke (Auswahl)
- Historische Entwickelung der speculativen Philosophie von Kant bis Hegel, Dresden 1837 (5. Auflage 1860).
- Phänomenologische Blätter, Schwers, Kiel 1840.
- Die moderne Sophistik, Schwers, Kiel 1842.
- Entwurf eines Systems der Wissenschaftslehre, Schwers, Kiel 1846.
- System der speculativen Ethik, oder Philosophie der Familie, des Staates und der religiösen Sitte, Brockhaus, Leipzig 1850.
- Philosophie und Christenthum. Ein Beitrag zur Begründung der Religionsphilosophie, Schwers, Kiel 1853.
- Fundamentalphilosophie. ein Versuch, das System der Philosophie auf ein Realprincip zu gründen, Schwers, Kiel 1861.